# Great Togo
George Kazuo Okamura (岡村 一夫?, Okamura Kazuo; Hood River, 11 ottobre 1911 – Los Angeles, 17 dicembre 1973) è stato un wrestler statunitense. 
Si distinse particolarmente negli anni cinquanta per la gimmick di Great Togo, tra i più temuti heel giapponesi dell'epoca e solito spaventare i suoi avversari occidentali prima di ogni match.

## Biografia
Nato nel 1911, sulle sue origini sono state formulate numerose ipotesi: secondo la maggior parte delle teorie sarebbe nato negli Stati Uniti da genitori giapponesi, mentre per altre avrebbe invece avuto origini coreane oppure cinesi. Negli anni trenta studiò filosofia presso l'Università dell'Oregon, prima di iniziare a praticare il wrestling.
Compì il proprio debutto nel 1949. Agli inizi di carriera era spesso accompagnato dalla valletta Hata, la quale era solita bruciare dell'incenso prima di ogni suo incontro. Come molti altri wrestler asiatici dell'epoca, adottò ben presto la gimmick dell'heel giapponese da battere ed utilizzò il ring name di "Great Togo". I suoi atteggiamenti provocatori e le frequenti scorrettezze lo resero un lottatore assai odiato dal pubblico statunitense, nonché un avversario temuto sul ring. Benché fosse un combattente di elevato tasso tecnico, tuttavia, i suoi incontri finivano spesso con la sua sconfitta per rendere over i suoi nemici occidentali.
Nei primi anni cinquanta iniziò una faida di lunga data con Argentine Rocca. Nel luglio 1954 conquistò i titoli di coppia canadesi assieme a Tosh Togo, suo fratello secondo la kayfabe: la gimmick della famiglia giapponese includeva anche il karateka Masutatsu Ōyama come "Mas Togo" ed il judoka Kōkichi Endō nei panni di "Ko Togo". I fratelli Togo detennero le cinture tag team sino ai primi anni sessanta.
Ad un certo punto della sua carriera Okamura combatté anche con il ring name di "Great Tōjō", probabilmente per fermentare ulteriormente l'odio del pubblico data l'assonanza con il cognome del militare e politico giapponese della seconda guerra mondiale.
Tra gli anni cinquanta e sessanta svolse anche il ruolo di manager di Mitsuhiro Momota, meglio noto come Rikidōzan.
Dopo il suo ritiro si rilocò con la moglie a Los Angeles, dove morì il 17 dicembre 1973 all'età di 62 anni per via di un carcinoma gastrico.

## Titoli e riconoscimenti
- Maple Leaf Wrestling
  - NWA Canadian Open Tag Team Championship (1) – con Tosh Togo
- NWA Hollywood Wrestling
  - NWA International Television Tag Team Championship (1) – con Tosh Togo[4]